# Aguaí
Aguaí – miasto i gmina w Brazylii, w stanie São Paulo. Znajduje się w mezoregionie Campinas i mikroregionie Pirassununga.